# Peña Hueva
Der Peña Hueva ist ein Tafelberg am Rande der Hochebene von La Alcarria in der zentralspanischen Provinz Guadalajara. Der Peña Hueva liegt – wie auch sein nördlicher Nachbar, der Pico del Águila – etwa acht Kilometer nordöstlich der Stadt Guadalajara.

## Charakteristik
Der Berg bricht nach Nordwesten durch einen markanten und weithin sichtbaren rund 200 Meter hohen Steilhang in Richtung Guadalajara ab. Die Ost- und Westhänge sind weniger steil und ostseitig mit Pinienwald bewachsen.

## Besteigung
Der Gipfel kann vom Tal der Ortschaft Valdenoches zwischen dem Pico del Águila und dem Peña Hueva über Forstwege erreicht werden.